# Annemarie Oster
Annemarie Martine Oster (Den Haag, 17 november 1942) is een Nederlands actrice. Daarnaast schreef ze diverse boeken en vele columns.

## Biografie

### Cabaret en televisie
Oster is de dochter van actrice Ank van der Moer en acteur Guus Oster, en een volle nicht van presentator Fred Oster. Ze groeide op in Den Haag en later in Amsterdam. Vanwege de drukke toneelcarrière van haar ouders verhuisde ze vanuit Amsterdam naar pleegouders in Leusden en vervolgens naar Amersfoort.  De lagere school werd daardoor steeds onderbroken, van Cornelis Vrijschool in Amsterdam (1948-1949) naar Dorpsschool in Leusden (1949-1952) naar Amersfoortse Schoolvereniging (1952-1954). Dit zette door tijdens haar periode aan de middelbare school; van Johan van Oldenbarnevelt gymnasium in Amersfoort (1954-1956) naar het Barlaeus Gymnasium in Amsterdam (1956-1959). De breuk zit hem in de terugkeer naar haar moeder die in Amsterdam woonde.
Niet lang daarna werd ze naar een kostschool gestuurd in Zwitserland, daarna woonde ze in Engeland (periode 1959-1960). Na haar terugkeer in Nederland deed ze met succes toelatingsexamen voor de Toneelschool Amsterdam, waar ze les kreeg van haar moeder (1960-1962). De opleiding maakte ze echter niet af. Haar carrière begon bij de radio, waar ze rond 1964 omroepster werd bij de VPRO. Deze omroep was niet langer de door dominees gedomineerde zendgemachtigde en veranderde in de jaren zestig in een progressieve omroep waar Oster zich begon te ontwikkelen. Ze maakte een satirisch radioprogramma waar haar komisch talent goed tot zijn recht kwam en er volgde een aanbieding om ook voor de televisie te gaan werken (1966: Door de ogen van Annemarie Oster). Het was Dimitri Frenkel Frank die haar vervolgens engageerde voor het eveneens satirische tv-programma Hadimassa (1967-1972, waaraan onder andere ook Kees van Kooten, Wim de Bie, Ton van Duinhoven en Ton Lensink meewerkten. 
In die tijd verving ze ook Jasperina de Jong bij het cabaretgezelschap Lurelei. Als zangeres maakte ze haar debuut met de lp Liefde op het laatste gezicht en in 1969 presenteerde ze samen met Willeke Alberti het Grand Gala du Disque. In 1970 bouwde ze haar televisie- en cabaretcarrière af. Haar optreden in Het Gat van Nederland, weer met Van Kooten en De Bie, vormde haar voorlopige zwanenzang.
In het seizoen 1991/1992 speelde ze het personage Sandra Mulder in de tv-soap Goede tijden, slechte tijden en in 2004 had ze een gastoptreden in de tv-serie Baantjer.

### Schrijfster
Tijdens haar tweede huwelijk richtte Oster zich meer en meer op een passie uit haar jeugdjaren, het schrijven van verhalen. Het leidde in 1980 tot de publicatie van Een Moeder van Niks, over haar ervaringen met het moederschap; er volgden meerdere herdrukken. Ook succesvol was de biografie over haar moeder, Kouwe wind, Ank. Haar verhalen werden gebundeld in Hoe moet je kijken, terwijl ze in 1992 Brieven naar boven publiceerde, met brieven aan geliefde overledenen. Ook schreef ze voor de televisie, zoals Herfst met Anne Wil Blankers in de hoofdrol. Ze maakte ook naam als columniste voor verschillende kranten, tijdschriften en programmabladen, terwijl ze tevens toneelkritieken schreef voor weekblad HP/De Tijd. Een aantal van haar colums werden gebundeld in Sjans. 
Haar boek Mantelliefde (2022, Uitgeverij Podium) gaat over een lange periode waarin zij zowel geliefde als mantelzorger was van haar levenspartner sinds 2000; die kreeg in 2015 de diagnose vasculair parkinsonisme, verergerd door een hersenbloeding en longembolie. Hij overleed in 2020 tijdens de coronapandemie.

### Toneel

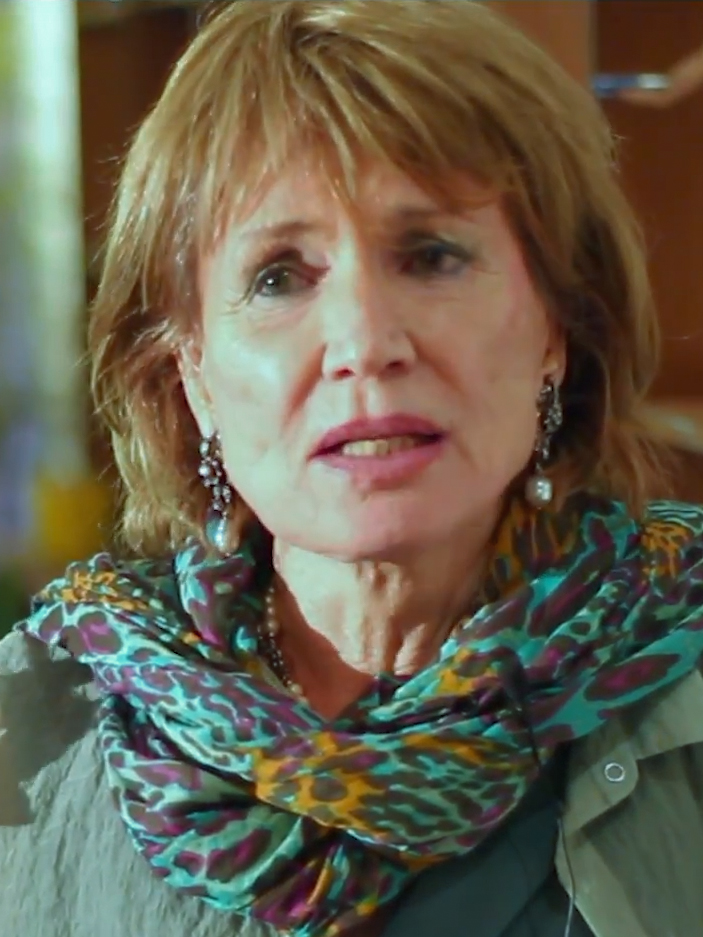
Annemarie Oster in 2018

In de 21e eeuw zocht ze het toneel weer op en in 2004 toerde ze door het land met haar soloprogramma Vrouw van de Wereld. Maar het schrijven bleef trekken en in 2010 publiceerde ze Een vrouw om achterna te reizen, over haar moeder Ank van der Moer. Ze bleef columns schrijven, terwijl ze in 2014 en 2015 ook weer te zien was op het toneel, in de productie Tandem met vedette Liesbeth List. In april 2017 trad ze op in het Betty Asfalt Complex en las ze eigen columns voor en zong ze zelf geschreven liedjes.

### Onderscheiding
In 2012 werd ze ridder in de Orde van Oranje-Nassau.

### Privé
Oster trouwde drie keer. De tweede keer met John J. Vis. Ze heeft twee zonen.
Net als haar moeder maakte Oster gebruik van plastische chirurgie. Zo liet zij een geboortedefect bij haar oog behandelen, was ze negen toen haar oren naar achteren geplaatst werden en liet zij rond haar vijftigste haar eerste facelift uitvoeren. Hoewel ze over het algemeen positief was over de ingrepen en hier altijd open over vertelde, ervoer Oster ook bijwerkingen. Zij liet op een gegeven moment bioalkemiet als filler inspuiten door een arts die hier niet in gespecialiseerd was. De stof vormde knikkertjes onder haar huid en moest verwijderd worden.

## Carrière

### Televisie
- Hadimassa (1967-1972)

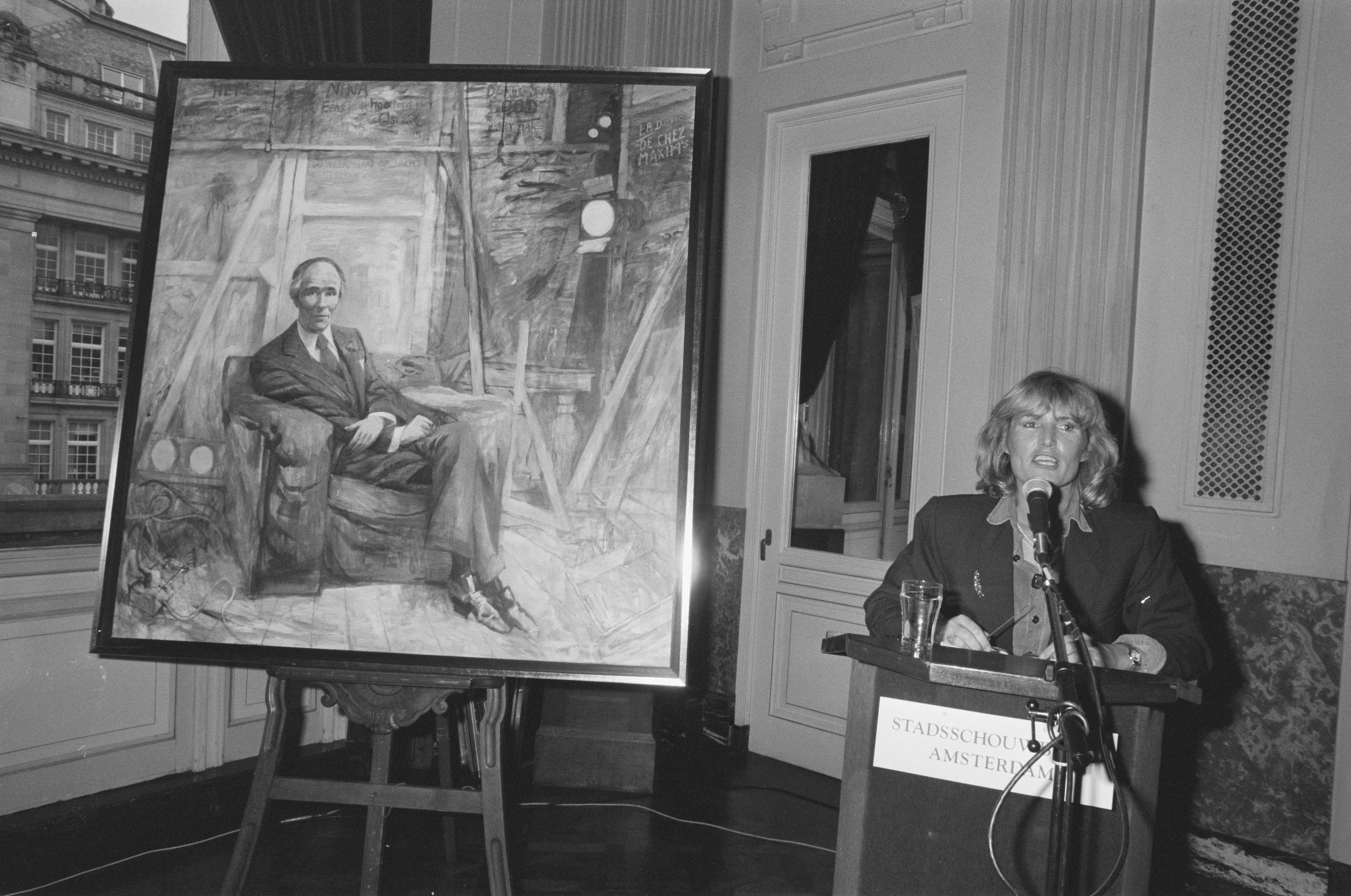
Annemarie Oster bij een schilderij van haar vader door Nicolaas Wijnberg (1988)

- Tot nut van 't algemeen - vrouw van de notaris (1988)
- Mijn idee: Bejaarde vrijheidsstrijders - inspectrice (1988)
- Zeg 'ns Aa - Evelien (aflevering: Nee) (1988)
- Het Uur van de wolf, (1995)
- Goede tijden, slechte tijden - Sandra Mulder (1991-1992)
- Baantjer - Sophia Kant (afl. De Cock en de gemaskerde moord, 2004)
- Mandarin Ducks - Sonja (2005)

### Boeken
- Een moeder van niks. Verhalen. Amsterdam, De Arbeiderpers, 1980. ISBN 90-295-3312-9
- Vrouw van de wereld. Baarn, Uitgeverij Fontein, 1981. ISBN 90-261-2123-7
- Verder is er niet zoveel. Herinneringen aan mijn moeder. Amsterdam, Uitgeverij Thomas Rap, 1985. ISBN 90-10-05464-0
  - 3e gew. druk onder de titel: Kouwe wind, Ank. Herinneringen aan mijn moeder. Amsterdam, De Arbeiderspers, 1991. ISBN 90-295-3359-5
  - Duitse vertaling: Bekenntnisse einer Rabenmutter. Übers. von Gabriele Gellings. München, Deutscher Taschenbuch Verlag, 1995. ISBN 3-423-12006-1
- Hoe moet je kijken?. Amsterdam, De Arbeiderspers, 1989. ISBN 90-295-3317-X
- In voor- en tegenspoed. Verhalen over het huwelijk. Samengest. en ingel. door Annemarie Oster. Amsterdam, Prometheus 2001. ISBN 90-5333-972-8
- Sjans! Lichtzinnige herinneringen. Amsterdam, Nijgh & van Ditmar, 2002. ISBN 90-388-5516-8 (5e druk 2004)
- Mooi geweest. Amsterdam, Uitgeverij Podium, 2012. ISBN 978-90-5759-540-0
- Mantelliefde, Amsterdam, Uitgeverij Podium, 2022. ISBN 978-94-638-1150-7